# Marynarka wojenna

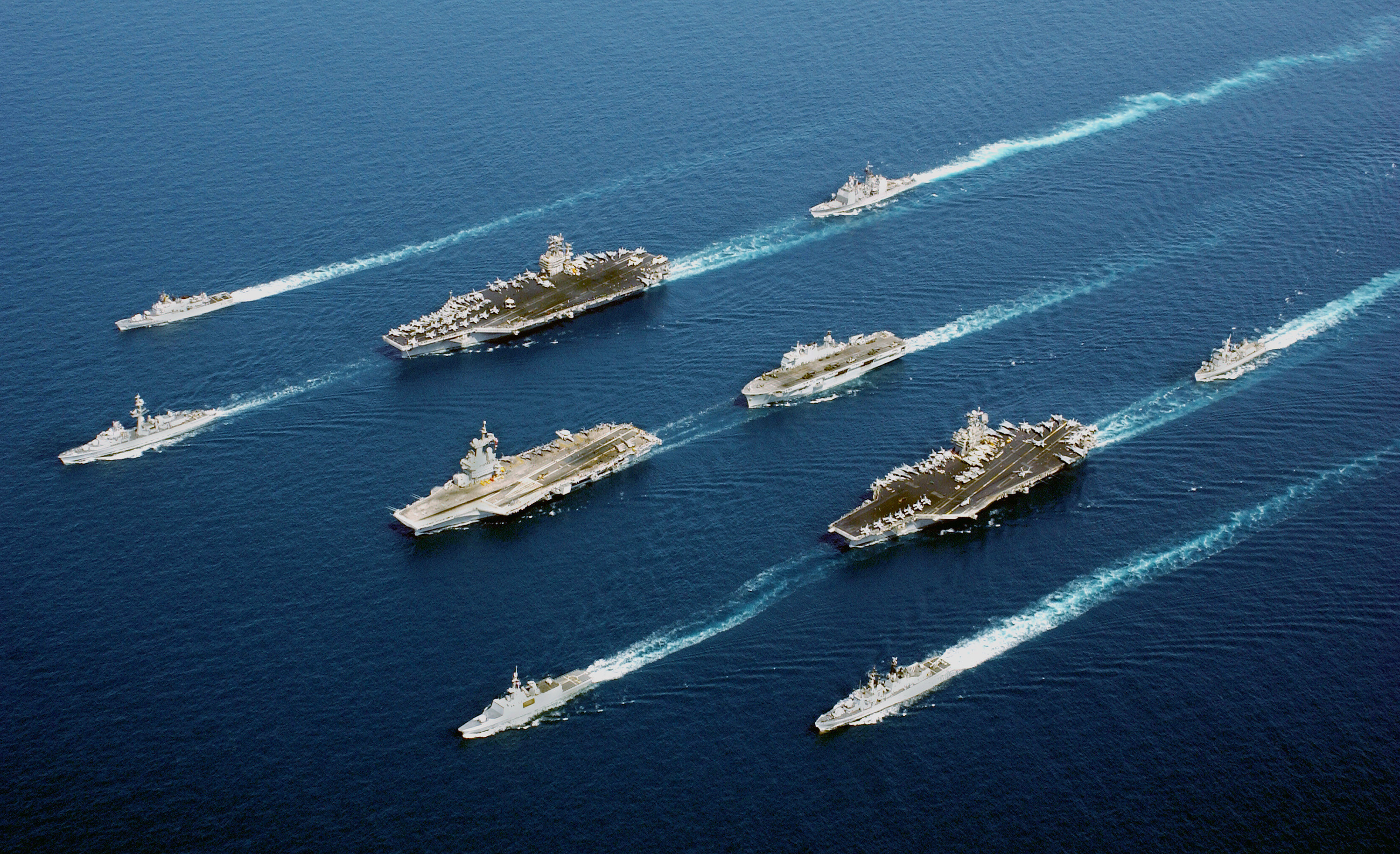
Okręty 5 państw (Francji, Holandii, USA, Wielkiej Brytanii i Włoch), podczas Operacji Enduring Freedom

Marynarka wojenna – rodzaj sił zbrojnych przeznaczony do działań na obszarach wodnych i wybrzeżach.
Oprócz okrętów w skład tej formacji wchodzą zwykle także: morskie lotnictwo wojskowe, baterie nadbrzeżne, bazy morskie, piechota morska oraz szereg służb pomocniczych.
W Polsce Marynarka Wojenna jest ustawową nazwą własną sił morskich Polski, wchodzi w skład Sił Zbrojnych Rzeczypospolitej Polskiej.

## Historia

### Porównanie flot XIX-XX w.
Wartością braną tradycyjnie pod uwagę przy porównywaniu marynarek wojennych jest łączna wyporność okrętów, przekładająca się zwykle proporcjonalnie na liczbę okrętów i wartość bojową tego rodzaju sił zbrojnych. Bardziej dokładne jest porównanie liczby okrętów najważniejszych klas, zwłaszcza klas dominujących w walce na morzu – od XVIII w. do II wojny światowej były to podlegające ewolucji okręty liniowe, od czasów II wojny światowej – lotniskowce. Znaczenie ma także nowoczesność okrętów.
Od początku XIX wieku, w epoce kształtowania się nowoczesnych sił morskich, przez ponad wiek najsilniejszą i najliczniejszą marynarką wojenną świata pozostawała Royal Navy. Przez większość XIX wieku utrzymywała ona dużą przewagę nad siłami morskimi innych państw, dążąc do realizacji doktryny, zgodnie z którą Royal Navy miała być silniejsza od połączonych marynarek dwóch innych państw dysponujących największymi siłami morskimi. Utrzymywanie licznej floty było związane z brytyjskim rozległym imperium kolonialnym oraz koniecznością osłony handlu morskiego i dawało podstawy do spotykanego wówczas określenia Wielkiej Brytanii jako "władczyni mórz". Drugie miejsce w XIX wieku zajmowała Marine nationale Francji, rozwijana z myślą o przeciwstawieniu się brytyjskiej Royal Navy, do czego ostatecznie nie doszło. W drugiej połowie XIX stulecia trzecie miejsce zajmowała Marynarka Wojenna Imperium Rosyjskiego, również rozbudowywana w opozycji do brytyjskiej, a dalsze miejsce flota włoska. Problemem przy ocenie siły marynarki rosyjskiej, a także radzieckiej, jest to, że musiały ona rozpraszać siły na pięć względnie izolowanych od siebie teatrów działań wojennych: Bałtyk, Morze Czarne, Ocean Spokojny, Morze Arktyczne, Morze Kaspijskie.
Od końca XIX wieku znacznej rozbudowie uległy niemiecka Cesarska Marynarka Wojenna i Marynarka Wojenna USA, tak, że podczas I wojny światowej oba te państwa posiadały zbliżone wielkością siły morskie, ustępujące jedynie brytyjskim. Tylko te trzy państwa posiadały podczas wojny floty liniowe. Marynarka francuska spadła na czwarte miejsce, nieco mniejsze od niej były marynarki Rosji (znacznie osłabiona w wojnie rosyjsko-japońskiej 1904-1905), Włoch, Austro-Węgier i Japonii.
Na skutek I wojny światowej likwidacji uległa cesarska flota niemiecka i ponownemu znacznemu osłabieniu flota rosyjska, natomiast dalszej rozbudowie podlegały floty amerykańska i japońska, tak, że po wojnie marynarka USA dorównała Wielkiej Brytanii. Formalnym usankcjonowaniem tego był ograniczający zbrojenia morskie traktat waszyngtoński z 1922, przewidujący, że suma wyporności okrętów głównych klas USA, Wielkiej Brytanii, Japonii, Francji i Włoch będzie się przedstawiała w stosunku odpowiednio 5 : 5 : 3 : 1,75 : 1,75. Stosunek taki pozostał przez okres międzywojenny, z tym, że w II połowie lat 30. XX w. do grona wielkich flot wojennych ponownie dołączyła niemiecka Kriegsmarine, osiągając podczas II wojny światowej poziom nieco tylko słabszy od Francji i Włoch, a znacznie je przewyższający w dziedzinie okrętów podwodnych. Pewnej rozbudowie uległa także marynarka ZSRR.
II wojna światowa spowodowała zniszczenie i likwidację potęgi marynarek niemieckiej, japońskiej, francuskiej i włoskiej. Po wojnie jedynymi liczącymi się marynarkami wojennymi świata były amerykańska i brytyjska, w ograniczonym stopniu francuska i radziecka. Jednakże, marynarka brytyjska, która poniosła ciężkie straty, utraciła po wojnie prymat na świecie. Na skutek masowej produkcji okrętów podczas wojny, najsilniejszą marynarką wojenną świata od tej pory stała się marynarka Stanów Zjednoczonych, utrzymująca do chwili obecnej wielką przewagę nad flotami wszystkich innych państw świata, między innymi dzięki posiadaniu licznej floty nowoczesnych lotniskowców. Państwa Europy zachodniej z kolei zrezygnowały z licznych i kosztownych morskich sił wojennych, redukując ich wielkość i stawiając na współdziałanie w sojuszu z USA w ramach NATO. Również Wielka Brytania z powodów finansowych nie odbudowała już pozycji globalnej potęgi morskiej, zwłaszcza że utraciła zamorskie kolonie i dominia. Marynarka amerykańska przejęła główny ciężar potencjalnej konfrontacji z rozbudowywaną Marynarką Wojenną ZSRR, która uzyskała drugie miejsce w świecie. Nie mogąc skutecznie przeciwstawić się US Navy w dziedzinie lotniskowców i okrętów nawodnych, ZSRR postawił na rozwój sił podwodnych.
Po zakończeniu zimnej wojny i rozpadzie ZSRR, sukcesorem marynarki radzieckiej stała się marynarka Rosji, która z przyczyn finansowych uległa ogromnej redukcji w stosunku do czasów radzieckich. Dominującą rolę w świecie odgrywała w dalszym ciągu US Navy, jako jedyna operująca kilkunastoma lotniskowcami. 
W XXI wieku, wraz z wzrostem ambicji regionalnych Chińskiej Republiki Ludowej, nastąpiła znaczna rozbudowa i unowocześnienie marynarki chińskiej. W 2020 roku zajęła ona pierwsze miejsce w świecie pod względem liczby okrętów, aczkolwiek pod względem mocy bojowej ustępują one marynarce amerykańskiej.